# Letni Puchar Kontynentalny w skokach narciarskich 2010
Letni Puchar Kontynentalny w skokach narciarskich 2010 – 9. edycja Letniego Pucharu Kontynentalnego, która rozpoczęła się 2 lipca 2010 na skoczni Bauhenk w Kranju, a zakończyła 3 października 2010 na skoczni Adama Małysza w Wiśle. Po raz pierwszy w historii Letniego Pucharu Kontynentalnego cykl nie rozpoczął się na skoczni Grajski grič w Velenje. W ramach cyklu zostało rozegranych 15 konkursów. Cztery z nich odbyły się w Norwegii. Po raz pierwszy w historii zawody FISu odbyły się w Kazachstanie.
Konkurs rozegrany 19 września w Oslo był pierwszym w historii Pucharu Kontynentalnego (i jedynym w LPK 2010), w którym obowiązywała punktacja uwzględniająca długość najazdu na próg oraz siłę i kierunek wiatru.

## Zwycięzcy

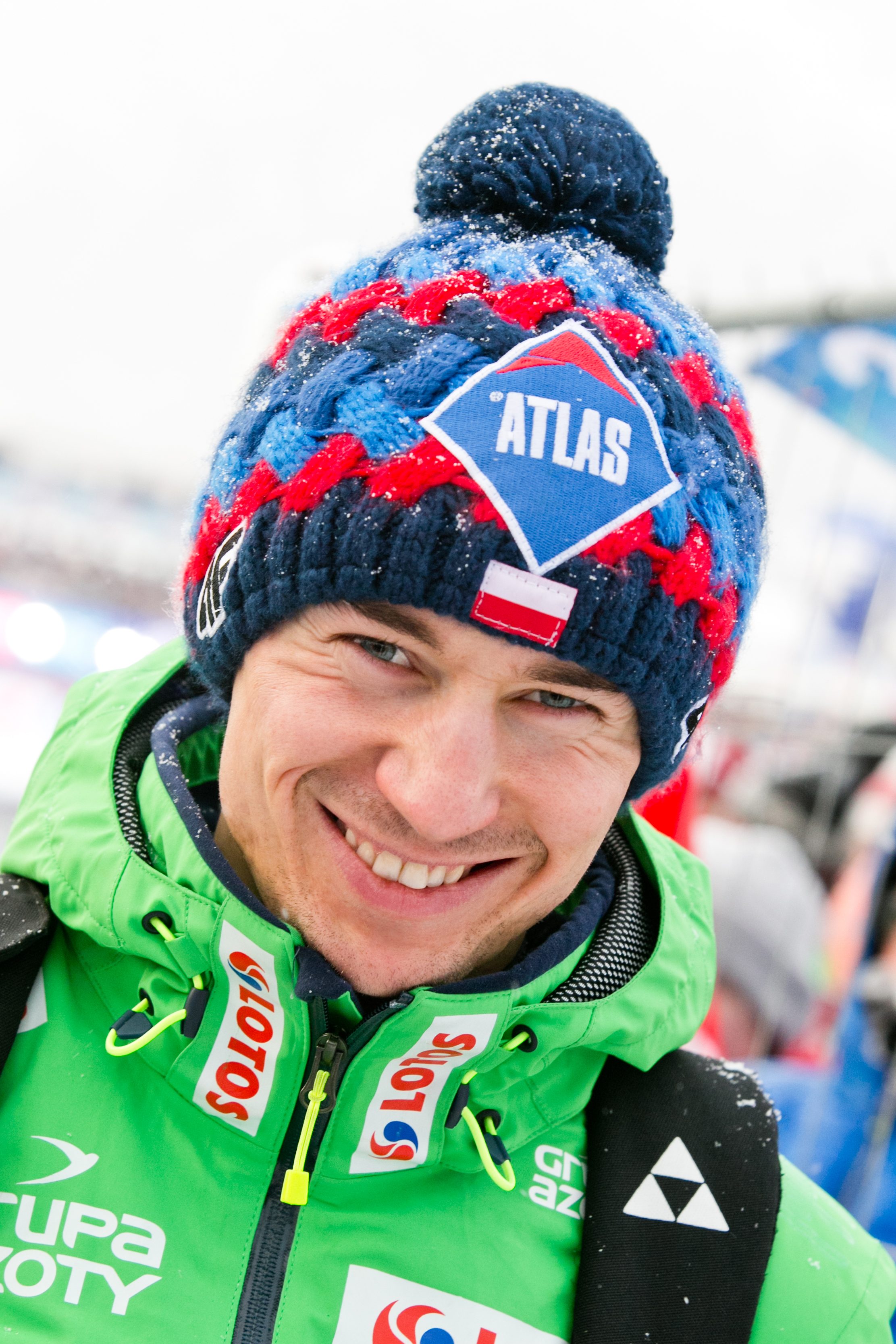
Kamil Stoch Zwycięzca Letniego Pucharu Kontynentalnego

## Kalendarz i wyniki
| Lp.                                                                           | Data                                                                          | Miejscowość                                                                   | HS                                                                            | Uwagi                                                                         | 1. miejsce          | 2. miejsce                     | 3. miejsce                   |
| ----------------------------------------------------------------------------- | ----------------------------------------------------------------------------- | ----------------------------------------------------------------------------- | ----------------------------------------------------------------------------- | ----------------------------------------------------------------------------- | ------------------- | ------------------------------ | ---------------------------- |
| 1.                                                                            | 2 lipca 2010                                                                  | Kranj                                                                         | HS-109                                                                        | –                                                                             | Andreas Strolz      | Kamil Stoch                    | Dawid Kubacki                |
| 2.                                                                            | 3 lipca 2010                                                                  | Kranj                                                                         | HS-109                                                                        | –                                                                             | Kamil Stoch         | Krzysztof Miętus               | Andreas Strolz               |
| 3.                                                                            | 4 lipca 2010                                                                  | Velenje                                                                       | HS-94                                                                         | –                                                                             | Kamil Stoch         | Stefan Hula David Unterberger  | —                            |
| 4.                                                                            | 9 lipca 2010                                                                  | Garmisch-Partenkirchen                                                        | HS-140                                                                        | [ a ]                                                                         | Kamil Stoch         | Stefan Hula                    | Andreas Strolz               |
| 5.                                                                            | 10 lipca 2010                                                                 | Garmisch-Partenkirchen                                                        | HS-140                                                                        | –                                                                             | Kamil Stoch         | Andreas Strolz                 | Dawid Kubacki                |
| 6.                                                                            | 30 lipca 2010                                                                 | Courchevel                                                                    | HS-132                                                                        | –                                                                             | Jakub Janda         | Antonín Hájek                  | Danny Queck                  |
| 7.                                                                            | 31 lipca 2010                                                                 | Courchevel                                                                    | HS-132                                                                        | –                                                                             | Jakub Janda         | Antonín Hájek                  | Rok Zima                     |
| 8.                                                                            | 11 września 2010                                                              | Lillehammer                                                                   | HS-138                                                                        | –                                                                             | Emmanuel Chedal     | Rafał Śliż                     | Vincent Descombes Sevoie     |
| 9.                                                                            | 12 września 2010                                                              | Lillehammer                                                                   | HS-138                                                                        | –                                                                             | Rok Zima            | Vincent Descombes Sevoie       | Jakub Janda                  |
| 10.                                                                           | 18 września 2010                                                              | Oslo                                                                          | HS-106                                                                        | –                                                                             | Rafał Śliż          | Thomas Diethart                | Lukáš Hlava                  |
| 11.                                                                           | 19 września 2010                                                              | Oslo                                                                          | HS-106                                                                        | [ b ]                                                                         | Bjørn Einar Romøren | Michael Hayböck                | Jure Šinkovec                |
| 12.                                                                           | 25 września 2010                                                              | Ałmaty                                                                        | HS-140                                                                        | –                                                                             | Kamil Stoch         | Jakub Janda Władimir Zografski | —                            |
| 13.                                                                           | 26 września 2010                                                              | Ałmaty                                                                        | HS-105                                                                        | –                                                                             | Kamil Stoch         | Władimir Zografski             | Łukasz Rutkowski Tomasz Byrt |
| 14.                                                                           | 2 października 2010                                                           | Wisła                                                                         | HS-134                                                                        | –                                                                             | Anders Fannemel     | Stefan Hula                    | Robert Hrgota                |
| 15.                                                                           | 3 października 2010                                                           | Wisła                                                                         | HS-134                                                                        | –                                                                             | Anders Fannemel     | Jure Šinkovec                  | Anssi Koivuranta             |
| Letni Puchar Kontynentalny w skokach narciarskich 2010 – klasyfikacja końcowa | Letni Puchar Kontynentalny w skokach narciarskich 2010 – klasyfikacja końcowa | Letni Puchar Kontynentalny w skokach narciarskich 2010 – klasyfikacja końcowa | Letni Puchar Kontynentalny w skokach narciarskich 2010 – klasyfikacja końcowa | Letni Puchar Kontynentalny w skokach narciarskich 2010 – klasyfikacja końcowa | Kamil Stoch         | Jakub Janda                    | Andreas Strolz               |

## Statystyki indywidualne
| Zawodnik | Kranj 02.07 | Kranj 03.07 | Velenje 04.07 | Garmisch-Partenkirchen 09.07 | Garmisch-Partenkirchen 10.07 | Courchevel 30.07 | Courchevel 31.07 | Lillehammer 11.09 | Lillehammer 12.09 | Oslo 18.09 | Oslo 19.09 | Ałmaty 25.09 | Ałmaty 26.09 | Wisła 02.10 | Wisła 03.10 |
| Austria | Austria     | Austria     | Austria       | Austria                      | Austria                      | Austria          | Austria          | Austria           | Austria           | Austria    | Austria    | Austria      | Austria      | Austria     | Austria     |
| --- | ----------- | ----------- | ------------- | ---------------------------- | ---------------------------- | ---------------- | ---------------- | ----------------- | ----------------- | ---------- | ---------- | ------------ | ------------ | ----------- | ----------- |
| Thomas Diethart | 37          | 28          | 13            | 4                            | 22                           | 41               | 12               | 23                | 30                | 2          | 31         | –            | –            | –           | –           |
| Markus Eggenhofer | 6           | 12          | 4             | 31                           | 35                           | 5                | 8                | 71                | 39                | 43         | 72         | –            | –            | –           | –           |
| Michael Hayböck | –           | –           | –             | –                            | –                            | –                | –                | 27                | 44                | 61         | 2          | –            | –            | –           | –           |
| Stefan Hayböck | 39          | 14          | 23            | 55                           | 41                           | 38               | 22               | 17                | 61                | 59         | 80         | –            | –            | –           | –           |
| Mario Innauer | –           | –           | –             | –                            | –                            | –                | –                | –                 | –                 | –          | –          | 32           | 5            | –           | –           |
| Daniel Lackner | –           | –           | –             | –                            | –                            | –                | –                | –                 | –                 | –          | –          | –            | –            | 9           | 5           |
| Lukas Müller | –           | –           | –             | 12                           | 8                            | –                | –                | 15                | 37                | 49         | 57         | –            | –            | –           | –           |
| Johannes Obermayr | –           | –           | –             | 36                           | 43                           | 54               | 29               | –                 | –                 | –          | –          | –            | –            | –           | –           |
| Arthur Pauli | –           | –           | –             | 35                           | 54                           | 46               | 30               | –                 | –                 | –          | –          | –            | –            | –           | –           |
| Manuel Poppinger | 48          | 32          | 61            | –                            | –                            | 50               | 31               | –                 | –                 | –          | –          | –            | –            | 22          | 46          |
| Florian Schabereiter | –           | –           | –             | –                            | –                            | –                | –                | 49                | 63                | 80         | 52         | –            | –            | –           | –           |
| Markus Schiffner | 25          | 27          | 33            | –                            | –                            | 32               | 20               | –                 | –                 | –          | –          | 15           | 25           | –           | –           |
| Andreas Strolz | 1           | 3           | 10            | 3                            | 2                            | –                | –                | 11                | 13                | 10         | 41         | –            | –            | –           | –           |
| Thomas Thurnbichler | 34          | 26          | 24            | –                            | –                            | 22               | 23               | –                 | –                 | –          | –          | –            | –            | 17          | 32          |
| David Unterberger | 15          | 18          | 2             | 16                           | 11                           | –                | –                | 55                | 31                | 14         | 55         | –            | –            | –           | –           |
| Białoruś |             |             |               |                              |                              |                  |                  |                   |                   |            |            |              |              |             |             |
| Maksim Anisimau | 67          | 54          | 70            | 66                           | 67                           | –                | –                | 70                | 71                | 86         | 85         | –            | –            | –           | –           |
| Bułgaria |             |             |               |                              |                              |                  |                  |                   |                   |            |            |              |              |             |             |
| Bogomił Pawłow | 59          | 61          | 64            | 73                           | 70                           | –                | –                | –                 | –                 | –          | –          | 44           | 38           | –           | –           |
| Władimir Zografski | 10          | dsq         | 13            | 33                           | 18                           | 4                | 14               | 7                 | 34                | 53         | 49         | 2            | 2            | –           | –           |
| Czechy |             |             |               |                              |                              |                  |                  |                   |                   |            |            |              |              |             |             |
| Pavel Farkaš | –           | –           | –             | –                            | –                            | –                | –                | –                 | –                 | –          | –          | –            | –            | 58          | 62          |
| Antonín Hájek | –           | –           | –             | 24                           | 12                           | 2                | 2                | 48                | 4                 | 23         | 7          | –            | –            | –           | –           |
| Lukáš Hlava | 31          | 19          | 10            | 23                           | 16                           | –                | –                | 5                 | 11                | 3          | 9          | –            | –            | –           | –           |
| Jakub Janda | –           | –           | –             | –                            | –                            | 1                | 1                | 10                | 3                 | 4          | 8          | 2            | 7            | –           | –           |
| Miloš Kadlec | –           | –           | –             | –                            | –                            | –                | –                | –                 | –                 | –          | –          | –            | –            | dsq         | dsq         |
| Čestmír Kožíšek | –           | –           | –             | –                            | –                            | 25               | 38               | –                 | –                 | –          | –          | 18           | 26           | 44          | 28          |
| Roman Koudelka | –           | –           | –             | –                            | –                            | –                | –                | 20                | 47                | 31         | 28         | –            | –            | –           | –           |
| Jan Matura | 21          | 17          | 31            | 6                            | 15                           | –                | –                | –                 | –                 | –          | –          | –            | –            | –           | –           |
| Jiří Mazoch | –           | –           | –             | –                            | –                            | –                | –                | –                 | –                 | –          | –          | –            | –            | 34          | 38          |
| Borek Sedlák | 36          | 29          | 10            | 10                           | 4                            | –                | –                | –                 | –                 | –          | –          | –            | –            | –           | –           |
| Ondřej Vaculík | 49          | 31          | 45            | –                            | –                            | 22               | 17               | –                 | –                 | –          | –          | 8            | 9            | –           | –           |
| Estonia |             |             |               |                              |                              |                  |                  |                   |                   |            |            |              |              |             |             |
| Martti Nõmme | –           | –           | –             | –                            | –                            | –                | –                | –                 | –                 | dsq        | dsq        | dns          | 43           | 61          | 63          |
| Illimar Pärn | –           | –           | –             | –                            | –                            | –                | –                | –                 | –                 | 62         | 84         | 39           | 30           | 46          | 45          |
| Mats Piho | –           | –           | –             | –                            | –                            | –                | –                | –                 | –                 | –          | –          | 40           | 35           | 56          | 54          |
| Siim-Tanel Sammelselg | –           | –           | –             | –                            | –                            | –                | –                | –                 | –                 | 85         | 83         | –            | –            | –           | –           |
| Finlandia |             |             |               |                              |                              |                  |                  |                   |                   |            |            |              |              |             |             |
| Lauri Asikainen | –           | –           | –             | –                            | –                            | –                | –                | 63                | 68                | 45         | 66         | –            | –            | 27          | 42          |
| Anssi Koivuranta | –           | –           | –             | –                            | –                            | –                | –                | –                 | –                 | –          | –          | –            | –            | 15          | 3           |
| Kai Kovaljeff | –           | –           | –             | 15                           | 17                           | –                | –                | –                 | –                 | –          | –          | –            | –            | –           | –           |
| Jarkko Määttä | –           | –           | –             | –                            | 50                           | –                | –                | 40                | 57                | 57         | 68         | –            | –            | –           | –           |
| Sami Niemi | –           | –           | –             | 62                           | 62                           | –                | –                | 43                | 36                | 62         | 60         | –            | –            | 30          | 26          |
| Sami Saapunki | –           | –           | –             | 40                           | 55                           | –                | –                | 56                | 57                | 67         | 74         | –            | –            | 49          | 35          |
| Ossi-Pekka Valta | –           | –           | –             | 71                           | –                            | –                | –                | –                 | –                 | –          | –          | –            | –            | –           | –           |
| Francja |             |             |               |                              |                              |                  |                  |                   |                   |            |            |              |              |             |             |
| Sébastien Cala | –           | –           | –             | –                            | –                            | 53               | 51               | –                 | –                 | –          | –          | –            | –            | –           | –           |
| Emmanuel Chedal | –           | –           | –             | –                            | –                            | 9                | 11               | 1                 | 19                | 6          | 5          | –            | –            | –           | –           |
| Vincent Descombes Sevoie | –           | –           | –             | –                            | –                            | 19               | 21               | 3                 | 2                 | 26         | 34         | –            | –            | –           | –           |
| Nicolas Gonthier | –           | –           | –             | –                            | –                            | 51               | 55               | –                 | –                 | –          | –          | –            | –            | –           | –           |
| Ronan Lamy Chappuis | –           | –           | –             | –                            | –                            | 26               | 47               | –                 | –                 | –          | –          | –            | –            | –           | –           |
| Alexandre Mabboux | –           | –           | –             | –                            | –                            | 14               | 35               | 34                | 38                | 55         | 65         | –            | –            | –           | –           |
| Nicolas Mayer | –           | –           | –             | –                            | –                            | 45               | 40               | 62                | 57                | 39         | 21         | –            | –            | –           | –           |
| Japonia |             |             |               |                              |                              |                  |                  |                   |                   |            |            |              |              |             |             |
| Yūsuke Narita | 51          | 38          | 35            | 61                           | 51                           | –                | –                | –                 | –                 | –          | –          | –            | –            | –           | –           |
| Kin’ya Okada | 66          | 56          | 68            | 72                           | 73                           | –                | –                | –                 | –                 | –          | –          | –            | –            | –           | –           |
| Yūhei Sasaki | –           | –           | –             | –                            | –                            | –                | –                | –                 | –                 | –          | –          | 33           | 19           | –           | –           |
| Yukiya Satō | 54          | 46          | 44            | 68                           | 66                           | –                | –                | –                 | –                 | –          | –          | –            | –            | –           | –           |
| Ryōta Yokokawa | 70          | 57          | 71            | 74                           | 71                           | –                | –                | –                 | –                 | –          | –          | –            | –            | –           | –           |
| Kanada |             |             |               |                              |                              |                  |                  |                   |                   |            |            |              |              |             |             |
| Mackenzie Boyd-Clowes | –           | –           | –             | –                            | –                            | –                | –                | 35                | 40                | 74         | 62         | –            | –            | –           | –           |
| Eric Mitchell | –           | –           | –             | –                            | –                            | –                | –                | 66                | 67                | 69         | 78         | –            | –            | –           | –           |
| Kazachstan |             |             |               |                              |                              |                  |                  |                   |                   |            |            |              |              |             |             |
| Asymżan Chaszyrow | –           | –           | –             | –                            | –                            | –                | –                | –                 | –                 | –          | –          | –            | 46           | –           | –           |
| Iwan Karaułow | 53          | 30          | 48            | 51                           | –                            | –                | –                | –                 | –                 | –          | –          | 26           | 27           | –           | –           |
| Anatolij Karpienko | 71          | dsq         | dns           | –                            | –                            | 55               | 57               | –                 | –                 | –          | –          | 46           | –            | –           | –           |
| Nikołaj Karpienko | –           | –           | –             | 47                           | 39                           | –                | –                | –                 | –                 | –          | –          | 21           | 23           | –           | –           |
| Aleksiej Korolow | –           | –           | –             | –                            | –                            | –                | –                | –                 | –                 | –          | –          | 36           | 31           | –           | –           |
| Roman Kuriawskij | –           | –           | –             | –                            | –                            | –                | –                | –                 | –                 | –          | –          | 38           | dsq          | 54          | 53          |
| Jewgienij Lowkin | 64          | 51          | 45            | 28                           | 61                           | –                | –                | –                 | –                 | –          | –          | 31           | 32           | –           | –           |
| Sabirżan Muminow | –           | –           | –             | –                            | –                            | –                | –                | –                 | –                 | –          | –          | 42           | 42           | –           | –           |
| Aleksiej Pczelincew | –           | –           | –             | –                            | –                            | –                | –                | –                 | –                 | –          | –          | 45           | 45           | 64          | 59          |
| Konstantin Sokolenko | –           | –           | –             | –                            | –                            | –                | –                | –                 | –                 | –          | –          | 13           | 28           | –           | –           |
| Asan Tachtachunow | –           | –           | –             | –                            | 68                           | 52               | 56               | –                 | –                 | –          | –          | 37           | 39           | –           | –           |
| Marat Żaparow | –           | –           | –             | –                            | –                            | –                | –                | –                 | –                 | –          | –          | 41           | 44           | 58          | 64          |
| Radik Żaparow | 41          | 35          | 43            | 41                           | 46                           | –                | –                | –                 | –                 | –          | –          | 12           | 6            | –           | –           |
| Korea Południowa |             |             |               |                              |                              |                  |                  |                   |                   |            |            |              |              |             |             |
| Choi Heung-chul | –           | –           | –             | –                            | –                            | 13               | 10               | –                 | –                 | –          | –          | 10           | 14           | –           | –           |
| Choi Yong-jik | –           | –           | –             | –                            | –                            | 29               | 44               | –                 | –                 | –          | –          | 29           | 18           | –           | –           |
| Kang Chil-ku | –           | –           | –             | –                            | –                            | 42               | 50               | –                 | –                 | –          | –          | 25           | 37           | –           | –           |
| Kim Hyun-ki | –           | –           | –             | –                            | –                            | 10               | 27               | –                 | –                 | –          | –          | 30           | 36           | –           | –           |
| Niemcy |             |             |               |                              |                              |                  |                  |                   |                   |            |            |              |              |             |             |
| Tobias Bogner | 12          | 24          | 13            | 38                           | 37                           | 28               | 48               | 41                | 28                | 62         | 63         | –            | –            | –           | –           |
| Felix Brodauf | dsq         | 34          | 39            | 8                            | 29                           | –                | –                | 13                | 27                | 35         | 53         | 24           | 20           | 19          | 23          |
| Markus Eisenbichler | –           | –           | –             | 41                           | 53                           | –                | –                | –                 | –                 | –          | –          | –            | –            | –           | –           |
| Richard Freitag | 19          | dsq         | 19            | 27                           | 9                            | 43               | 6                | 26                | 45                | 12         | 14         | –            | –            | –           | –           |
| Nico Hermann | –           | –           | –             | 56                           | 64                           | –                | –                | –                 | –                 | –          | –          | –            | –            | –           | –           |
| Stephan Hocke | –           | –           | –             | –                            | –                            | –                | –                | –                 | –                 | –          | –          | –            | –            | 13          | 24          |
| Kevin Horlacher | 40          | 37          | 21            | 24                           | 60                           | –                | –                | 31                | 29                | 70         | 26         | 11           | 15           | 19          | 29          |
| Florian Horst | 47          | 38          | 30            | 53                           | 56                           | 46               | 45               | 19                | 43                | 50         | 45         | 15           | 11           | 43          | 34          |
| Marinus Kraus | –           | –           | –             | 20                           | 27                           | 48               | 42               | –                 | –                 | –          | –          | –            | –            | 31          | 15          |
| Stephan Leyhe | –           | –           | –             | 54                           | 51                           | –                | –                | –                 | –                 | –          | –          | –            | –            | –           | –           |
| Maximilian Mechler | –           | –           | –             | 39                           | 25                           | –                | –                | –                 | –                 | –          | –          | –            | –            | –           | –           |
| Julian Musiol | 20          | 20          | 53            | 29                           | 24                           | 31               | 25               | 14                | 60                | 25         | 37         | 20           | 9            | –           | –           |
| Pius Paschke | –           | –           | –             | –                            | –                            | –                | –                | –                 | –                 | –          | –          | 23           | 17           | 36          | 38          |
| Danny Queck | 14          | 10          | 18            | 22                           | 21                           | 3                | 5                | 45                | 7                 | 84         | 19         | –            | –            | –           | –           |
| Felix Schoft | 17          | 7           | 8             | 34                           | 10                           | 40               | 7                | 38                | 14                | 37         | 6          | –            | –            | –           | –           |
| Erik Simon | –           | –           | –             | 49                           | 69                           | –                | –                | –                 | –                 | –          | –          | –            | –            | 45          | 40          |
| Christian Ulmer | –           | –           | –             | 46                           | 28                           | –                | –                | –                 | –                 | –          | –          | –            | –            | 40          | 52          |
| David Winkler | –           | –           | –             | 51                           | 33                           | 30               | 49               | –                 | –                 | –          | –          | 27           | 32           | –           | –           |
| Norwegia |             |             |               |                              |                              |                  |                  |                   |                   |            |            |              |              |             |             |
| Anders Bardal | –           | –           | –             | –                            | –                            | –                | –                | –                 | –                 | 20         | 18         | –            | –            | –           | –           |
| Fredrik Bjerkeengen | –           | –           | –             | –                            | –                            | –                | –                | –                 | –                 | 38         | 51         | –            | –            | –           | –           |
| Johan Martin Brandt | –           | –           | –             | –                            | –                            | –                | –                | –                 | –                 | 33         | 56         | –            | –            | 26          | 12          |
| Kim René Elverum Sorsell | –           | –           | –             | –                            | –                            | –                | –                | 64                | –                 | 43         | 61         | –            | –            | –           | –           |
| Johan Remen Evensen | –           | –           | –             | –                            | –                            | –                | –                | –                 | –                 | 13         | 16         | –            | –            | –           | –           |
| Anders Fannemel | –           | –           | –             | –                            | –                            | –                | –                | 33                | 62                | 33         | 44         | –            | –            | 1           | 1           |
| Jan Fuhre | –           | –           | –             | –                            | –                            | –                | –                | –                 | –                 | –          | –          | –            | –            | 34          | 27          |
| Joachim Hauer | –           | –           | –             | –                            | –                            | –                | –                | –                 | –                 | –          | –          | –            | –            | 53          | 30          |
| Tom Hilde | –           | –           | –             | –                            | –                            | –                | –                | –                 | –                 | 7          | 30         | –            | –            | –           | –           |
| Anders Jacobsen | –           | –           | –             | –                            | –                            | –                | –                | –                 | –                 | 20         | 46         | –            | –            | –           | –           |
| Robert Johansson | –           | –           | –             | –                            | –                            | –                | –                | 51                | 21                | 71         | 69         | –            | –            | –           | –           |
| Akseli Kokkonen | –           | –           | –             | –                            | –                            | –                | –                | 67                | 24                | 65         | 22         | –            | –            | 29          | 31          |
| Bjørn Einar Romøren | –           | –           | –             | –                            | –                            | –                | –                | –                 | –                 | 15         | 1          | –            | –            | –           | –           |
| Atle Pedersen Rønsen | –           | –           | –             | –                            | –                            | –                | –                | 8                 | 23                | 16         | 35         | –            | –            | 18          | 17          |
| Vegard Haukø Sklett | –           | –           | –             | –                            | –                            | –                | –                | 30                | 52                | 77         | 54         | –            | –            | 23          | 43          |
| Andreas Stjernen | –           | –           | –             | –                            | –                            | –                | –                | 29                | 15                | 5          | 4          | –            | –            | –           | –           |
| Vegard Swensen | –           | –           | –             | –                            | –                            | –                | –                | –                 | 46                | 67         | 58         | –            | –            | –           | –           |
| Rune Velta | –           | –           | –             | –                            | –                            | –                | –                | 32                | 9                 | 31         | 11         | –            | –            | –           | –           |
| Polska |             |             |               |                              |                              |                  |                  |                   |                   |            |            |              |              |             |             |
| Marcin Bachleda | 11          | 16          | 50            | –                            | –                            | –                | –                | 6                 | 8                 | 11         | 35         | 6            | 12           | 16          | 14          |
| Tomasz Byrt | –           | –           | –             | –                            | –                            | dsq              | 28               | 16                | 17                | 54         | 31         | 5            | 3            | 11          | 22          |
| Stefan Hula | 4           | 53          | 2             | 2                            | 5                            | –                | –                | –                 | –                 | –          | –          | –            | –            | 2           | 9           |
| Bartłomiej Kłusek | –           | –           | –             | –                            | –                            | –                | –                | –                 | –                 | –          | –          | –            | –            | 38          | 55          |
| Jakub Kot | –           | –           | –             | –                            | –                            | 27               | 43               | –                 | –                 | –          | –          | –            | –            | 25          | 21          |
| Maciej Kot | 5           | 9           | 7             | 18                           | 12                           | –                | –                | –                 | –                 | –          | –          | –            | –            | 10          | 18          |
| Dawid Kowal | –           | –           | –             | –                            | –                            | –                | –                | –                 | –                 | –          | –          | –            | –            | 32          | 33          |
| Dawid Kubacki | 3           | 11          | 16            | 20                           | 3                            | –                | –                | –                 | –                 | –          | –          | –            | –            | –           | –           |
| Artur Kukuła | –           | –           | –             | –                            | –                            | –                | –                | –                 | –                 | –          | –          | –            | –            | 51          | 56          |
| Grzegorz Miętus | –           | –           | –             | –                            | –                            | 33               | 9                | 9                 | 33                | 57         | 39         | –            | –            | 4           | 25          |
| Krzysztof Miętus | 35          | 2           | 16            | 19                           | 7                            | –                | –                | –                 | –                 | –          | –          | –            | –            | 6           | 7           |
| Klemens Murańka | –           | –           | –             | –                            | –                            | 6                | 41               | 39                | 25                | 29         | 43         | 34           | 8            | 11          | 4           |
| Łukasz Rutkowski | –           | –           | 27            | 7                            | 34                           | –                | –                | 18                | 35                | 18         | 41         | 4            | 3            | –           | –           |
| Kamil Stoch | 2           | 1           | 1             | 1                            | 1                            | –                | –                | –                 | –                 | –          | –          | 1            | 1            | –           | –           |
| Jędrzej Ścisłowicz | –           | –           | –             | –                            | –                            | –                | –                | –                 | –                 | –          | –          | –            | –            | 39          | 47          |
| Rafał Śliż | 29          | 15          | –             | 17                           | 19                           | –                | –                | 2                 | 32                | 1          | 29         | –            | –            | –           | –           |
| Andrzej Zapotoczny | –           | –           | –             | –                            | –                            | 11               | 18               | 57                | 16                | 47         | 66         | 14           | 13           | 33          | 6           |
| Jan Ziobro | –           | –           | –             | –                            | –                            | 37               | 35               | –                 | –                 | –          | –          | 35           | 24           | –           | –           |
| Aleksander Zniszczoł | –           | –           | –             | –                            | –                            | 36               | 46               | –                 | –                 | –          | –          | –            | –            | 40          | 44          |
| Piotr Żyła | –           | –           | –             | –                            | –                            | –                | –                | –                 | –                 | –          | –          | –            | –            | 19          | 20          |
| Rosja |             |             |               |                              |                              |                  |                  |                   |                   |            |            |              |              |             |             |
| Gieorgij Czerwiakow | –           | –           | –             | –                            | –                            | –                | –                | 44                | 69                | –          | –          | 28           | 29           | –           | –           |
| Roman Gornostajew | –           | –           | –             | –                            | –                            | –                | –                | –                 | –                 | –          | –          | –            | –            | dsq         | 65          |
| Dmitrij Ipatow | –           | –           | –             | 60                           | 63                           | –                | –                | 46                | 26                | 45         | 15         | –            | –            | –           | –           |
| Anton Kaliniczenko | 44          | 43          | 38            | –                            | –                            | 44               | 32               | –                 | –                 | –          | –          | –            | –            | –           | –           |
| Pawieł Karielin | –           | –           | –             | 41                           | 30                           | –                | –                | –                 | –                 | 23         | 10         | –            | –            | –           | –           |
| Dienis Korniłow | –           | –           | –             | –                            | –                            | –                | –                | 54                | 64                | 22         | 24         | –            | –            | –           | –           |
| Stanisław Oszczepkow | 50          | 47          | dsq           | –                            | –                            | 55               | 54               | –                 | –                 | –          | –          | 7            | 41           | dsq         | dsq         |
| Ilja Roslakow | –           | –           | –             | 37                           | 47                           | 12               | 4                | –                 | –                 | –          | –          | 9            | 16           | –           | –           |
| Aleksandr Sardyko | 56          | 50          | 59            | –                            | –                            | 49               | 52               | –                 | –                 | –          | –          | 22           | 22           | 46          | 41          |
| Dmitrij Sporynin | 69          | 45          | 62            | –                            | –                            | –                | –                | –                 | –                 | –          | –          | –            | –            | 63          | 58          |
| Roman Trofimow | –           | –           | –             | 11                           | 26                           | –                | –                | 25                | 6                 | 47         | 38         | –            | –            | –           | –           |
| Rumunia |             |             |               |                              |                              |                  |                  |                   |                   |            |            |              |              |             |             |
| Szilveszter Kozma | –           | –           | dsq           | –                            | –                            | –                | –                | –                 | –                 | –          | –          | –            | –            | –           | –           |
| Remus Tudor | 63          | 58          | 69            | –                            | –                            | –                | –                | –                 | –                 | –          | –          | –            | –            | –           | –           |
| Słowacja |             |             |               |                              |                              |                  |                  |                   |                   |            |            |              |              |             |             |
| Patrik Lichý | –           | –           | –             | –                            | –                            | –                | –                | –                 | –                 | –          | –          | 42           | 40           | –           | –           |
| Vladimír Roško | –           | –           | –             | –                            | –                            | –                | –                | –                 | –                 | –          | –          | –            | –            | 65          | 60          |
| Denis Šindler | –           | –           | –             | –                            | –                            | –                | –                | 69                | 65                | 82         | 87         | –            | –            | –           | –           |
| Tomáš Zmoray | –           | –           | –             | 30                           | dsq                          | –                | –                | 50                | 55                | 76         | 75         | –            | –            | –           | –           |
| Słowenia |             |             |               |                              |                              |                  |                  |                   |                   |            |            |              |              |             |             |
| Luka Brnot | –           | –           | dsq           | –                            | –                            | –                | –                | –                 | –                 | –          | –          | –            | –            | –           | –           |
| Anže Damjan | 32          | –           | –             | –                            | –                            | –                | –                | –                 | –                 | –          | –          | –            | –            | –           | –           |
| Jernej Damjan | 16          | 7           | –             | –                            | –                            | –                | –                | –                 | –                 | –          | –          | –            | –            | –           | –           |
| Matej Dobovšek | –           | –           | 35            | –                            | –                            | –                | –                | –                 | –                 | –          | –          | 19           | 32           | –           | –           |
| Jan Družina | –           | –           | 48            | –                            | –                            | –                | –                | –                 | –                 | –          | –          | –            | –            | –           | –           |
| Jaka Hvala | 28          | –           | 45            | –                            | –                            | –                | –                | –                 | –                 | –          | –          | –            | –            | –           | –           |
| Dejan Judež | –           | –           | 32            | 26                           | 44                           | 16               | 26               | 12                | 10                | 27         | 24         | –            | –            | 8           | 19          |
| Robert Hrgota | –           | –           | 22            | 5                            | 38                           | 15               | 24               | –                 | –                 | –          | –          | –            | –            | 3           | 10          |
| Matic Kramaršič | 30          | –           | 39            | –                            | –                            | 24               | 16               | –                 | –                 | –          | –          | –            | –            | 37          | 11          |
| Robert Kranjec | 8           | 4           | –             | –                            | –                            | –                | –                | –                 | –                 | –          | –          | –            | –            | –           | –           |
| Luka Leban | 46          | –           | –             | 14                           | 36                           | 39               | 39               | –                 | –                 | –          | –          | –            | –            | 28          | 35          |
| Mitja Mežnar | 33          | –           | 5             | –                            | –                            | –                | –                | –                 | –                 | –          | –          | –            | –            | –           | –           |
| Tomaž Naglič | 26          | 22          | 9             | 59                           | 31                           | 20               | 32               | 41                | 40                | 17         | 64         | –            | –            | –           | –           |
| Primož Peterka | 43          | –           | –             | –                            | –                            | –                | –                | –                 | –                 | –          | –          | 17           | 20           | –           | –           |
| Primož Pikl | 9           | 13          | 6             | 32                           | 20                           | 8                | 13               | 35                | 12                | 30         | 20         | –            | –            | –           | –           |
| Andraž Pograjc | 27          | –           | 51            | –                            | –                            | –                | –                | 22                | 50                | 41         | 39         | –            | –            | –           | –           |
| Peter Prevc | 18          | 23          | 39            | –                            | –                            | –                | –                | –                 | –                 | –          | –          | –            | –            | –           | –           |
| Matjaž Pungertar | –           | –           | –             | –                            | –                            | –                | –                | 61                | 5                 | 28         | 23         | –            | –            | 14          | 8           |
| Primož Roglič | –           | –           | 34            | –                            | –                            | –                | –                | –                 | –                 | –          | –          | –            | –            | 48          | 51          |
| Jure Šinkovec | –           | –           | 29            | –                            | –                            | –                | –                | 37                | 49                | 19         | 3          | –            | –            | 5           | 2           |
| Jurij Tepeš | 7           | 6           | –             | 9                            | 6                            | –                | –                | –                 | –                 | –          | –          | –            | –            | –           | –           |
| Rok Urbanc | 22          | 33          | 25            | 13                           | 14                           | 34               | 15               | 21                | 20                | 9          | 27         | –            | –            | 7           | 13          |
| Rožle Žagar | dsq         | –           | –             | –                            | –                            | –                | –                | –                 | –                 | –          | –          | –            | –            | –           | –           |
| Rok Zima | 24          | 24          | 19            | 48                           | 32                           | 7                | 3                | 47                | 1                 | 50         | 12         | –            | –            | –           | –           |
| Stany Zjednoczone |             |             |               |                              |                              |                  |                  |                   |                   |            |            |              |              |             |             |
| Nicholas Alexander | –           | –           | –             | –                            | –                            | –                | –                | 68                | 54                | 59         | 48         | –            | –            | –           | –           |
| Nicholas Fairall | –           | –           | –             | –                            | –                            | –                | –                | –                 | –                 | 78         | 82         | –            | –            | –           | –           |
| Peter Frenette | –           | –           | –             | –                            | –                            | –                | –                | 53                | 22                | 35         | 47         | –            | –            | –           | –           |
| Anders Johnson | –           | –           | –             | –                            | –                            | –                | –                | 60                | 42                | 72         | 77         | –            | –            | –           | –           |
| Szwajcaria |             |             |               |                              |                              |                  |                  |                   |                   |            |            |              |              |             |             |
| Gregor Deschwanden | 68          | 52          | 53            | –                            | –                            | –                | –                | –                 | –                 | –          | –          | –            | –            | –           | –           |
| Pascal Egloff | –           | –           | –             | 49                           | 42                           | 21               | 19               | 24                | 53                | 39         | 50         | –            | –            | –           | –           |
| Rémi Français | –           | –           | –             | 65                           | 58                           | 34               | 53               | –                 | –                 | –          | –          | –            | –            | –           | –           |
| Marco Grigoli | –           | –           | –             | 70                           | 48                           | 17               | 34               | 4                 | 18                | 8          | 17         | –            | –            | –           | –           |
| Andreas Küttel | –           | –           | –             | –                            | –                            | –                | –                | –                 | –                 | 50         | 13         | –            | –            | –           | –           |
| Adrian Schuler | 37          | 41          | 28            | 67                           | 40                           | 18               | 37               | 28                | 50                | 56         | 33         | –            | –            | –           | –           |
| Szwecja |             |             |               |                              |                              |                  |                  |                   |                   |            |            |              |              |             |             |
| Fredrik Balkåsen | –           | –           | –             | –                            | –                            | –                | –                | 58                | 70                | 66         | 70         | –            | –            | –           | –           |
| Isak Grimholm | 55          | 36          | 67            | 57                           | 56                           | –                | –                | 51                | 56                | 87         | 80         | –            | –            | –           | –           |
| Josef Larsson | 61          | 48          | 59            | 64                           | 65                           | –                | –                | 65                | 66                | 79         | 76         | –            | –            | –           | –           |
| Carl Nordin | 60          | 44          | 56            | 69                           | 49                           | –                | –                | 59                | 48                | 75         | 73         | –            | –            | –           | –           |
| Turcja |             |             |               |                              |                              |                  |                  |                   |                   |            |            |              |              |             |             |
| Samet Karta | dns         | dns         | 66            | –                            | –                            | –                | –                | –                 | –                 | –          | –          | –            | –            | –           | –           |
| Faik Yüksel | 58          | 60          | 58            | –                            | –                            | –                | –                | –                 | –                 | –          | –          | –            | –            | –           | –           |
| Ukraina |             |             |               |                              |                              |                  |                  |                   |                   |            |            |              |              |             |             |
| Wołodymyr Boszczuk | –           | 40          | 52            | 45                           | 23                           | –                | –                | –                 | –                 | 83         | 59         | –            | –            | –           | –           |
| Jarosław Dyśko | 62          | 62          | –             | –                            | 72                           | –                | –                | –                 | –                 | –          | –          | –            | –            | 60          | –           |
| Ołeksandr Łazarowycz | –           | –           | –             | –                            | –                            | –                | –                | –                 | –                 | 73         | 79         | –            | –            | 50          | 50          |
| Witalij Szumbareć | 45          | 55          | 35            | 44                           | 45                           | –                | –                | –                 | –                 | 42         | 71         | –            | –            | 24          | 16          |
| Wołodymyr Werediuk | 57          | 59          | 55            | 63                           | –                            | –                | –                | –                 | –                 | 81         | 85         | –            | –            | 55          | 48          |
| Wasyl Żurakiwski | 65          | –           | 65            | 57                           | 58                           | –                | –                | –                 | –                 | –          | –          | –            | –            | –           | 49          |
| Włochy |             |             |               |                              |                              |                  |                  |                   |                   |            |            |              |              |             |             |
| Davide Bresadola | –           | 48          | 39            | –                            | –                            | –                | –                | –                 | –                 | –          | –          | –            | –            | 42          | 35          |
| Federico Cecon | –           | –           | –             | –                            | –                            | –                | –                | –                 | –                 | –          | –          | –            | –            | 57          | 61          |
| Sebastian Colloredo | 22          | –           | –             | –                            | –                            | –                | –                | –                 | –                 | –          | –          | –            | –            | –           | –           |
| Alessio De Crignis | 52          | –           | 63            | –                            | –                            | –                | –                | –                 | –                 | –          | –          | –            | –            | 62          | 57          |
| Diego Dellasega | 13          | 21          | 26            | –                            | –                            | –                | –                | –                 | –                 | –          | –          | –            | –            | –           | –           |
| Roberto Dellasega | 42          | 42          | 57            | –                            | –                            | –                | –                | –                 | –                 | –          | –          | –            | –            | –           | –           |
| Michael Lunardi | –           | –           | –             | –                            | –                            | –                | –                | –                 | –                 | –          | –          | –            | –            | 52          | dsq         |
| Andrea Morassi | –           | 5           | –             | –                            | –                            | –                | –                | –                 | –                 | –          | –          | –            | –            | –           | –           |
| Legenda |             |             |               |                              |                              |                  |                  |                   |                   |            |            |              |              |             |             |
| 1-3 4-30 poniżej 30 dsq – Zawodnik zdyskwalifikowany - – nie wystartował dns – Zawodnik został zgłoszony do konkursu, lecz nie wystartował |             |             |               |                              |                              |                  |                  |                   |                   |            |            |              |              |             |             |

## Klasyfikacja generalna
| Źródło  | Źródło             | Źródło  | Źródło |
| Miejsce | Zawodnik           | Występy | Punkty |
| ------- | ------------------ | ------- | ------ |
| 1.      | Kamil Stoch        | 7       | 680    |
| 2.      | Jakub Janda        | 8       | 484    |
| 3.      | Andreas Strolz     | 9       | 396    |
| 4.      | Stefan Hula        | 7       | 364    |
| 5.      | Władimir Zografski | 13      | 323    |
| 6.      | Antonín Hájek      | 8       | 283    |
| 7.      | Emmanuel Chedal    | 6       | 250    |
| 8.      | Rok Zima           | 11      | 244    |
| 9.      | Marcin Bachleda    | 11      | 230    |
| 10.     | Danny Queck        | 11      | 229    |
| ...     |                    |         |        |